# Setenta Discípulos

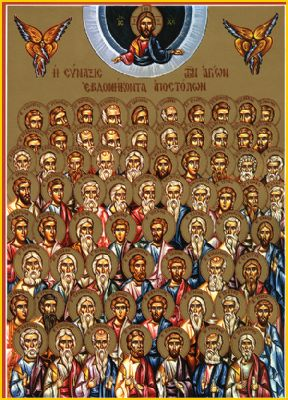
Icono de los Setenta Apóstoles.

Los setenta discípulos o setenta y dos discípulos  (conocidos en la tradición del cristianismo oriental como los Setenta Apóstoles) fueron los primeros emisarios de Jesús, mencionados en el Evangelio de Lucas (Lucas 10:1-24). Según Lucas, el único Evangelio en el que aparecen, Jesús los designó y los envió de dos en dos en una misión específica que se detalla en el texto. Se conmemora el 4 de enero.
En el cristianismo occidental, son denominados generalmente como discípulos, mientras que en el cristianismo oriental por lo general son referidos como Apóstoles. En el uso de las palabras griegas originales, ambos títulos son descriptivos: un apóstol es un enviado en una misión (el griego usa la forma verbal: apesteilen), mientras que un discípulo es un estudiante, pero las dos tradiciones difieren en el alcance de las palabras apóstol.

## Texto
El pasaje de Lucas lee (según la traducción Reina-Valera 1960):
Después de estas cosas, designó el Señor también a otros setenta, a quienes envió de dos en dos delante de él a toda ciudad y lugar adonde él había de ir. Y les decía: La mies a la verdad es mucha, mas los obreros pocos; por tanto, rogad al Señor de la mies que envíe obreros a su mies. Id; he aquí yo os envío como corderos en medio de lobos. No llevéis bolsa, ni alforja, ni calzado; y a nadie saludéis por el camino. En cualquier casa donde entréis, primeramente decid: Paz sea a esta casa. Y si hubiere allí algún hijo de paz, vuestra paz reposará sobre él; y si no, se volverá a vosotros. Y posad en aquella misma casa, comiendo y bebiendo lo que os den; porque el obrero es digno de su salario. No os paséis de casa en casa. En cualquier ciudad donde entréis, y os reciban, comed lo que os pongan delante; y sanad a los enfermos que en ella haya, y decidles: Se ha acercado a vosotros el reino de Dios.
Mas en cualquier ciudad donde entréis, y no os reciban, saliendo por sus calles, decid: Aun el polvo de vuestra ciudad, que se ha pegado a nuestros pies, lo sacudimos contra vosotros. Pero esto sabed, que el reino de Dios se ha acercado a vosotros. Y os digo que en aquel día será más tolerable el castigo para Sodoma, que para aquella ciudad. ¡Ay de ti, Corazín! ¡Ay de ti, Betsaida! que si en Tiro y en Sidón se hubieran hecho los milagros que se han hecho en vosotras, tiempo ha que sentadas en cilicio y ceniza, se habrían arrepentido. Por tanto, en el juicio será más tolerable el castigo para Tiro y Sidón, que para vosotras. Y tú, Capernaum, que hasta los cielos eres levantada, hasta el Hades serás abatida. El que a vosotros oye, a mí me oye; y el que a vosotros desecha, a mí me desecha; y el que me desecha a mí, desecha al que me envió.
Volvieron los setenta con gozo, diciendo: Señor, aun los demonios se nos sujetan en tu nombre. Y les dijo: Yo veía a Satanás caer del cielo como un rayo. He aquí os doy potestad de hollar serpientes y escorpiones, y sobre toda fuerza del enemigo, y nada os dañará. Pero no os regocijéis de que los espíritus se os sujetan, sino regocijaos de que vuestros nombres están escritos en los cielos.

En aquella misma hora Jesús se regocijó en el Espíritu, y dijo: Yo te alabo, oh Padre, Señor del cielo y de la tierra, porque escondiste estas cosas de los sabios y entendidos, y las has revelado a los niños. Sí, Padre, porque así te agradó. Todas las cosas me fueron entregadas por mi Padre; y nadie conoce quién es el Hijo sino el Padre; ni quién es el Padre, sino el Hijo, y aquel a quien el Hijo lo quiera revelar. Y volviéndose a los discípulos, les dijo aparte: Bienaventurados los ojos que ven lo que vosotros veis; porque os digo que muchos profetas y reyes desearon ver lo que vosotros veis, y no lo vieron; y oír lo que oís, y no lo oyeron.

## Análisis
Esta es la única mención del grupo en la Biblia. El número es setenta en manuscritos de tipo textual alejandrino (como el Codex Sinaiticus) y cesariano; pero setenta y dos aparece en la mayoría de otros textos alejandrinos y occidentales. Puede derivarse de las setenta naciones de Génesis 10 o las muchas otras ocurrencias del número setenta en la Biblia, o los setenta y dos traductores de la Septuaginta de la Carta de Aristeas. En la traducción de la Vulgata, Jerónimo sigue la lectura «setenta y dos».
El Evangelio de Lucas no es el único de los evangelios sinópticos que contiene varios episodios en los que Jesús envía a sus seguidores en misiones. La primera ocasión (Lucas 9:1-6) se ajusta fielmente a la misión de «comisión limitada» de Marcos 6:6-13, que sin embargo relata el envío de los doce apóstoles, en lugar de setenta, aunque con detalles similares. Los paralelos (también Mateo 9:35, 10:1, 10:5-42) sugieren un origen común en el hipotético documento Q. Lucas también menciona la Gran Comisión a «todas las naciones» (Lucas 24:44-49), pero con menos detalle que el relato de Mateo, y Marcos 16:19-20 menciona la dispersión de los Apóstoles.
Los setenta (y dos) discípulos de Lucas 10:4 son referidos de pasada a los Doce Apóstoles en Lucas 22:35:
Y a ellos dijo: Cuando os envié sin bolsa, sin alforja, y sin calzado, ¿os faltó algo? Ellos dijeron: Nada.

## Días festivos
El día de la fiesta conmemorativa de los setenta es conocida como la «Sinaxis de los Setenta Apóstoles» en la ortodoxia oriental, y es celebrada el 4 de enero. Cada uno de los setenta apóstoles también tiene conmemoraciones individuales dispersas por todo el año litúrgico (véase el calendario de la Iglesia Ortodoxa del Este).

## El registro del Pseudo-Hipólito
Hipólito de Roma era un discípulo de Ireneo, discípulo de Policarpo, discípulo del apóstol Juan. Las obras de Hipólito se consideraron perdidas antes de su descubrimiento en un monasterio en el monte Athos en 1854. Si bien su obra principal La Refutación de Todas las Herejías fue fácilmente aceptada (una vez que se resolviera la falsa atribución a Orígenes), sus dos obras pequeñas, Sobre los Doce Apóstoles de Cristo y Sobre los Setenta Apóstoles de Cristo, están siendo considerados como dudosas; y ponen el apéndice de sus obras en la voluminosa colección de los escritos de los primeros padres de la iglesia. He aquí el texto completo de Sobre los Setenta Apóstoles de Cristo del Pseudo-Hipólito:

1. Santiago, el hermano del Señor, obispo de Jerusalén.
2. Cleofás, obispo de Jerusalén.
3. Matías, quien ocupó el lugar vacante en el número de los doce apóstoles.
4. Tadeo, quien transmitió la carta a Abgaro.
5. Ananías de Damasco, quien bautizó a Pablo, y fue obispo de Damasco.
6. Esteban, el primer mártir.
7. Felipe, el Evangelista de Samaría, quien bautizó al eunuco.
8. Prócoro, obispo de Nicomedia, quien también fue el primer obispo que murió, creyendo el junto con sus hijas.
9. Nicanor murió cuando Esteban fue martirizado.
10. Timón, obispo de Bostra.
11. Parmenas, obispo de Soli.
12. Nicolás, obispo de Samaria.
13. Bernabé, obispo de Milán.
14. Marcos el Evangelista, llamado también Juan Marcos, primo de Bernabé y obispo de Alejandría.
15. Lucas el Evangelista.

Estos dos pertenecían a los setenta discípulos que estaban dispersos por el delito de la palabra que Cristo habló, «Si no coméis la carne del Hijo del Hombre, y bebéis su sangre, no tenéis vida en vosotros». Pero el primero fue llevado a volver al Señor por medio de Pedro, y el otro por Pablo, y tuvieron el honor de anunciar que el Evangelio a causa del cual también sufrieron el martirio, el primero siendo quemado, y el otro siendo crucificado en un árbol de olivo.
1.  Silas, obispo de Corinto.
2.  Simeón, obispo de Jerusalén.
3.  Crescencio, obispo de Cartago en la Galia.
4.  Epéneto, obispo de Cartago.
5.  Andrónico, obispo de Panonia.
6.  Amplias, obispo de Odisus.
7.  Urbano, obispo de Macedonia.
8.  Estaquio, obispo de Bizancio.
9.  Bernabé, obispo de Heraclea
10.  Figelo, obispo de Éfeso. Él era del partido de Simón el Zelote.
11.  Hermógenes. Él, también, era de la misma opinión con el anterior.
12.  Demas, que también se convirtió de ser un sacerdote de los ídolos.
13.  Apeles, obispo de Esmirna.
14.  Aristóbulo, obispo de Britania.
15.  Narciso, obispo de Atenas.
16.  Herodión, obispo de Tarso.
17.  Ágabo el profeta.
18.  Rufus, obispo de Tebas.
19.  Asíncrito, obispo de Hircania.
20.  Flegonte, obispo de Maratón.
21.  Hermes, obispo de Dalmacia.
22.  Patrobas, obispo de Puteoli.
23.  Hermas, obispo de Filipo.
24.  Lino, obispo de Roma.
25.  Gayo, obispo de Éfeso.
26.  Filólogo, obispo de Sinope
27.  y 43. Olimpas y Herodión fueron martirizados en Roma.

1.  Lucio, obispo de Laodicea en Siria.
2.  Jasón, obispo de Tarso.
3.  Sosípatro, obispo de Iconio.
4.  Tercio, obispo de Iconio.
5.  Erasto, obispo de Paneas.
6.  Cuarto, obispo de Berito.
7.  Apolos, obispo de Cesarea.
8.  Cefas, obispo de Iconio.
9.  Sóstenes, obispo de Colofonia.
10.  Tíquico, obispo de Calcedonia.
11.  Epafrodito, obispo de Andriace.
12.  César, obispo de Dirraquio.
13.  Clemente, obispo de Roma.
14.  Justo, obispo de Eleuterópolis.
15.  Artemis, obispo de Listra.
16.  Clemente, obispo de Cerdeña.
17.  Onesíforo, obispo de Corone.
18.  Hegesipo, primer historiador eclesiástico.
19.  Carpo, obispo de Berito en Tracia.
20.  Evodio, obispo de Antioquía.
21.  Aristarco, obispo de Apamea.
22.  Natanael, el de Caná (no el apóstol hijo de Tolomai).
23.  Zenas, obispo de Dióspolis.
24.  Filemón, obispo de Gaza.
25.  y 69. Aristarco y Pudes.

1.  Trófimo, quien fue martirizado junto con Pablo.

1.  Jeroteo, obispo de Segovia.

1. Dionisio, obispo de Atenas.

## La principal lista y otras
Muchos de los nombres incluidos entre los setenta son reconocibles por sus otros logros. Los nombres incluidos en varias listas difieren ligeramente. En las listas, Lucas también es incluido como uno de estos setenta. La siguiente lista ofrece un canon ampliamente aceptado. Sus nombres se enumeran a continuación:
1. Santiago el Justo, «el hermano del Señor», autor de la Epístola de Santiago, primer obispo de Jerusalén (Mateo 13:55; Marcos 6:3, Hechos 12:17, 15:13; Santiago 1:1).
2. Ágabo (Hechos 11:28, 21:10).
3. Amplias (Romanos 16:8).
4. Marcos el Evangelista, autor del Evangelio de Marcos y primer obispo de Alejandría.
5. Lucas el Evangelista, autor del Evangelio de Lucas.
6. Cleofás.
7. Simeón, hijo de Cleofás, segundo obispo de Jerusalén.
8. Bernabé, compañero de Pablo.
9. Justo, obispo de Eleutheropolis.
10. Tadeo de Edesa (no el apóstol).
11. Ananías, obispo de Damasco.
12. Esteban, uno de los siete diáconos, el primer mártir.
13. Felipe, uno de los siete diáconos, obispo de Trales.
14. Prócoro, uno de los siete diáconos, obispo de Nicomedia.
15. Nicanor, uno de los siete diáconos.
16. Timón, uno de los siete diáconos.
17. Pármenas, uno de los siete diáconos.
18. Timoteo, obispo de Éfeso.
19. Tito, obispo de Creta.
20. Filemón, obispo de Gaza.
21. Onésimo (no el de la epístola  a Filemón).